# Битва при Заальфельде
Битва при Заальфельде (фр. Bataille de Saalfeld) — одно из первых сражений Войны четвёртой коалиции, произошедшее 10 октября 1806 года между французской и прусской армиями на территории Германии у Заальфельда.

## Перед битвой
В полдень 9 октября 1806 года прусская дивизия Тауэнцина (7000 человек) из корпуса Гогенлоэ, первоначально находившаяся при Гофе, неожиданно столкнулись под Шляйцем с корпусом маршала Бернадота. После короткого боя она потеряла более 500 человек убитыми, ранеными и пленными и отошла в сторону Миттельпёльница, где стоял Гогенлоэ. Учитывая наступление французов, он приказал отступить к Кале. Людвиг Фердинанд со авангардной дивизией (8300 человек и 27 пушек) получил приказ не выходить за пределы Рудольштадта и в случае необходимости отойти к Орламюнде.
Тем временем Ланн, действуя в качестве авангарда французской левой колонны численностью 42 000 человек, включая войска Ожеро, 8 октября прошёл через Кобург,  9 октября через Грефенталь и 10 октября прибыл в Заальбург. 

## Ход битвы
Не зная о силе французов, принц Людвиг решил атаковать них. В 9 часов утра он двинулся в Вельсдорф, в 2 км к северу от Заальфельда, на левом берегу Заале. Он построил свою пехоту в две линии спиной к реке, перед которыми стояла кавалерия Шиммельпфеннинга и артиллерия. Саксонские гусары находились в резерве. Один отряд остался на другом берегу реки.
Около 10:30 вместо того, чтобы пройти через город Заальфельд, генерал Ланн обошёл его слева, угрожал правому крылу противника, и повел в атаку дивизию Сюше. Легкая кавалерия Трельяра (три полка) наступала слева, окружая прусскую дивизию.
В 11:30 прусские линии были сбиты и прижаты к реке. Чтобы обезопасить свой правый фланг от охвата, принц Людвиг попытался провести контратаку силами шести батальонов пруссаков и саксонцев, но был отбит огнём артиллерии. 
Около 14:30 Ланн бросил в решающую атаку всю дивизию Сюше. Окружённый и превзойденный численно французами, прусский фланг начал отступать под ударами французов. Пытаясь спасти положение, принц Людвиг атаковал во главе своей кавалерии, но был убит в сабельном бою. 

## Результаты
Потери французов составили всего 172 человека убитыми и ранеными. Потери пруссаков и саксонцев составили 600 человек убитыми, 1000 пленными и 30 потерянными пушками. Смерть принца повлияла на боевой дух  пруссаков. В ночь с 10 на 11 октября вспыхнули беспорядки и паника, прекратившаяся только 12-13 числа. 
Сражение при Заальфельде не оказало прямого влияния на стратегическую ситуацию кампании. Наполеон ещё не знал, где находятся основные прусские силы, но французские колонны смогли продолжить своё наступление и спустя четыре дня после битвы при Заальфельде победить в сражении при Йене и Ауэрштедте.